# Big Four Mountain

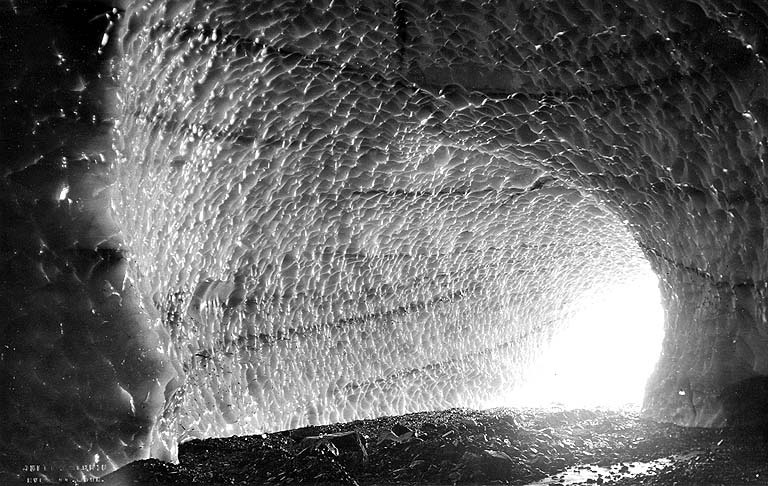
Eine der Eishöhlen am Big Four (ca. 1920)

Der Big Four Mountain oder Big Four ist ein Berg in der Kaskadenkette, etwa 20 mi (32 km) östlich von Granite Falls im US-Bundesstaat Washington. Geröllhalden an der Nordflanke des Berges wurden durch Lawinen geformt. Diese können im Schatten des Berges das ganze Jahr über auftreten. Während der Sommermonate gehen Schmelzwasserabflüsse unter den Geröllhalden ab und formen Gletscher-Höhlen in das Eis. Die Größe dieser Höhlen schwankt von Jahr zu Jahr; sie sind aufgrund ihrer Unberechenbarkeit sehr gefährlich. Der Berg ist öffentlich zugänglich; ein großes Schneefeld kann über einen kurzen Wanderweg erreicht werden, aber es ist wegen der darin enthaltenen Höhlen und der Lawinengefahr gesperrt. 1998, 2010 und 2015 kamen Wanderer bei Unfällen ums Leben.

## Geschichte
Der Big Four ist nicht nach seinen fünf Gipfeln benannt, sondern entweder nach einer Struktur, die auf einem seiner Schneefelder sichtbar ist und die Form einer 4 bilden, oder nach vier stämmigen Brüdern, die im angrenzenden Tal Gold suchten und Fallen stellten.